# Българка (връх)
Вижте пояснителната страница за други значения на Българка.
В България има два планински върха с името "Българка".

### вр.Българка - 1445 м., Стара Планина, природен парк Българка
По-високият от двата се намира в централна Стара Планина на границата на природен парк Българка, недалеч от едноименната хижа. Надморската му височина е 1445 м. Достъпът до върха е по горски път и туристически пътеки. В близост до върха има изградени няколко ловни вишки и хранилки за диви животни. Възможно е горският път да е затворен за МПС с бариера от ловците.

### вр.Българка - 1181 м., Стара Планина, природен парк Сините Камъни
Другият връх "Българка" се явява най-високият връх в източна Стара планина и е с надморска височина 1181 м. Намира се в Природен парк „Сините камъни“ в община Сливен.